# Metalectra mochtheros
Metalectra mochtheros är en fjärilsart som beskrevs av Dyar 1914. Metalectra mochtheros ingår i släktet Metalectra och familjen nattflyn. Inga underarter finns listade i Catalogue of Life.